# Zoològic de Kabul
El Zoològic de Kabul es troba a la ciutat de Kabul, Afganistan, al costat de la riba del riu. El director del zoo és Aziz Gul Saqeb.

## Història
El zoològic va ser inaugurat el 1967 amb una clara idea de modernitzar la imatge del país amb un ampli ventall d'espècies, especialment autòctones, sent molt popular entre els visitants del país i la premsa afganesa. A l'inici, comptava amb més de 700 exemplars entre un total de 92 espècies, Amb els anys, i sobretot a causa de les guerres, el nombre d'espècies ha anat baixant dràsticament, així i tot, el zoo no va arribar a desaparèixer i el 1972, encara donava cabuda a més de 500 animals i rebent al voltant de 150.000 visitants.
Durant la Guerra Civil Afganesa, el zoo va sofrir bastants danys a causa dels bombardejos, especialment l'aquari que va rebre l'impacte d'un obús, a més, els combatents van matar alguns animals com a cérvols i conills per usar-los com a aliments.

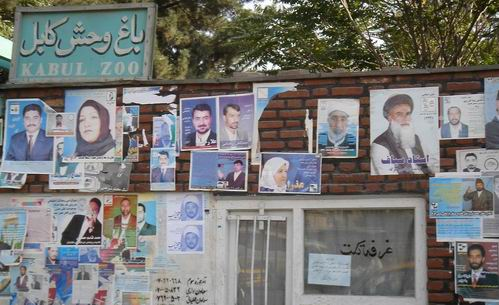
Zoo de Kabul.

Amb la pujada al poder dels talibans, el zoo va seguir sofrint pèrdues per tortures i execucions indiscriminades d'alguns dels animals que posseïen, com dos elefants que havien estat donats per l'Índia. D'altra banda, alguns alts comandaments talibans sostenien que el zoo no havia d'existir, ja que anava en contra dels preceptes de l'islam, proposta que finalment va ser rebutjada en considerar-se que el Zoo de Kabul era dels pocs llocs d'oci que quedaven a la ciutat.
El 2001, va morir la lleona Marjan, símbol de zoo i molt coneguda en tot el país. Va aconseguir la fama en haver estat una de les més antigues hostes del parc i principalment, per haver sobreviscut a l'explosió d'una granada de mà que li van llançar els soldats d'un senyor de la guerra que es va ficar a la seva gàbia per demostrar el seu coratge. La lleona va quedar cega per a tota la vida, però sobrevivint fins que anys més tard, a causa d'una infecció renal, Marjan va morir.
El ressorgiment definitiu del zoo va arribar el mateix any que va morir la famosa lleona, ja que va posar en relleu internacionalment l'estat altament deficient del parc, aconseguint així, una aportació de 400.000 dòlars per part de l'Associació Nord-americana de Zoologia amb la finalitat de millorar les seves instal·lacions.
Des de 2003, el zoo compta amb una plantilla de 60 treballadors que s'encarreguen dels animals. A partir de 2010, ja comptaven amb 280 exemplars, incloent 45 espècies d'aus i mamífers i 36 espècies de peixos. Entre els animals destaquen els dos lleons que van reemplaçar a Marjan i la possessió de l'únic porc de l'Afganistan, conegut per Khanzir, que va ser una donació de la República Popular Xina. Des de 2010, al voltant d'uns 10.000 persones visiten el zoo els caps de setmana.

## Donacions
El govern xinès, un dels principals donant d'animals al zoo de Kabul, va expressar la seva preocupació per la seguretat dels seus animals donats al zoo després de la mort d'un os mascle i un cérvol entre 2004 i 2005, aparentment a causa de malalties i d'una mala alimentació, arribant a negar-se a donar més animals fins que millorin les condicions dels animals. El zoo de Carolina del Nord dels Estats Units, ha finançat i supervisat nombrosos projectes en el zoològic de Kabul, incloent millores en els habitatges dels animals, tals com a estructures per grimpar i barreres de protecció, a més d'oferir ajuda en la creació d'un pla de negocis per al zoo.